# Wickham (Hampshire)
Wickham – wieś w Anglii, w hrabstwie Hampshire, w dystrykcie Winchester. Leży 23 km na południowy wschód od miasta Winchester i 101 km na południowy zachód od Londynu. W 2001 miejscowość liczyło 4816 mieszkańców.